# Castelo de Amieira
O Castelo de Amieira, também referido como Castelo da Amieira, no Alentejo, localiza-se na vila de Amieira do Tejo, freguesia de Arez e Amieira do Tejo, no município de Nisa, distrito de Portalegre, em Portugal.
A antiga povoação de Amieira, a meio caminho entre Belver e Nisa, integrava a chamada Linha do Tejo, linha de defesa da fronteira, na margem sul do rio Tejo. Constituía-se numa das onze vilas que a Ordem dos Hospitalários detinha na região.
O Castelo de Amieira está classificado como Monumento Nacional desde 1922.

## História

### O castelo medieval
No contexto das lutas pela Reconquista cristã da Península Ibérica e da formação do reino de Portugal, o rei D. Sancho II (1223-1248) fez uma expressiva doação de terras à Ordem de São João do Hospital de Jerusalém, incluindo as vilas de Amieira, Belver (Gavião) e Crato (1232).
Das três, a última a ser fortificada foi a de Amieira, cerca de um século mais tarde, sob o reinado de Afonso IV de Portugal (1325-1357). A edificação do castelo é atribuída ao prior D. Frei Álvaro Gonçalves Pereira, filho bastardo do Prior da Ordem do Hospital em Portugal, bispo D. Gonçalo Pereira, e pai do futuro Condestável, D. Nuno Álvares Pereira. Algumas obras devem ter sido orientadas por um outro filho, D. Pedro Pereira, e não se encontravam concluídas em 1359 conforme se depreende de uma carta régia enviada nesse ano a D. Álvaro, tendo sido concluídas em 1362.
Durante a Crise de 1383-1385, o então Prior do Hospital, D. Pedro Pereira, no início de 1384 reconheceu a autoridade de D. Beatriz, filha de D. Fernando, e, como tal, herdeira legítima do trono português. O Castelo da Amieira, juntamente com outros da Ordem, prestou obediência à Rainha, situação modificada poucos meses mais tarde, por influência do Condestável D. Nuno Álvares Pereira, irmão do Prior, tendo este partido para Castela.
O único episódio militar em que o castelo esteve envolvido ocorreu em 1440. Tendo D. Leonor, princesa de Aragão, se desentendido com o infante D. Pedro, retirou-se, com a cumplicidade do prior, D. Nuno de Góis, para o Crato, tendo invocado em seu auxílio as forças de Castela, que cercaram a Amieira. Diante dessa insubordinação, D. Pedro determinou a ocupação dos castelos do priorado do Hospital nessa região fronteiriça, ordenando a D. Álvaro Vaz de Almada (conde de Abranches), acometer o Castelo da Amieira. Sem oferecer resistência os castelos renderam-se, o prior do Crato e D. Leonor puseram-se em fuga para Castela e a paz foi restabelecida. O Castelo da Amieira passou para as mãos de Pedro Rodrigues de Castro como alcaide ao final do conflito.
Nos séculos seguintes, foram procedidas pequenas obras de modernização sob o reinado de D. João II (1481-1495) e de D. Manuel I (1495-1521), fase em que teria servido como prisão. Data do século XVI a construção de uma capela, sob a invocação de São João Batista (1556).

### Do século XVII aos nossos dias
À época da guerra da Restauração da Independência foram erguidas edificações residenciais no interior do recinto do castelo que, abaladas pelo terramoto de 1755, já se encontravam em ruínas em 1747, segundo relato coevo do padre Luís Cardoso. Nessa época tentou-se a recuperação parcial da Torre de Menagem.
Em meados do século XIX, possívelmente em virtude do decreto que proibiu os enterramentos dentro do recinto das igrejas em Portugal (1846), a praça de armas do castelo passou a ser utilizada como cemitério pela população da vila.
Já no século XX, na década de 1920, as dependências do castelo passaram para a responsabilidade do Ministério da Guerra, com quem a Junta de Freguesia celebrou um contrato de arrendamento que lhe permitiu usufruir do monumento. Classificado como Monumento Nacional pelo Decreto n° 8.447, publicado em 10 de Novembro de 1922, na década de 1940 foi objeto de intervenção de consolidação e restauro pela Direcção-Geral dos Edifícios e Monumentos Nacionais (DGEMN), mantendo-se em boas de condições de conservação até aos nossos dias.

## Características
De pequenas dimensões, com planta no formato retangular, é considerado um modelo de castelo português no estilo gótico.
As muralhas, ameadas, são reforçadas nos ângulos por quatro sólidas torres e pela Torre de Menagem, de maiores proporções, com planta quadrangular, defendendo a porta da barbacã. Esta torre possui janelas, sendo uma geminada e outra com arco pontiagudo e moldura de toros. No interior, abre-se a praça de armas. No exterior, o conjunto é completado por fosso (hoje aterrado) e uma sólida barbacã de planta quadrangular, de muros ameados.
Fora dos muros, mas adossada a uma das torres, ergue-se a Capela de São João Baptista com portão em arco de volta perfeita com aduelas almofadadas. No interior, apresenta abóbada de caixotões decorada com grotescos e uma imagem do padroeiro, além de um retábulo tardo-renascentista.

## Galeria

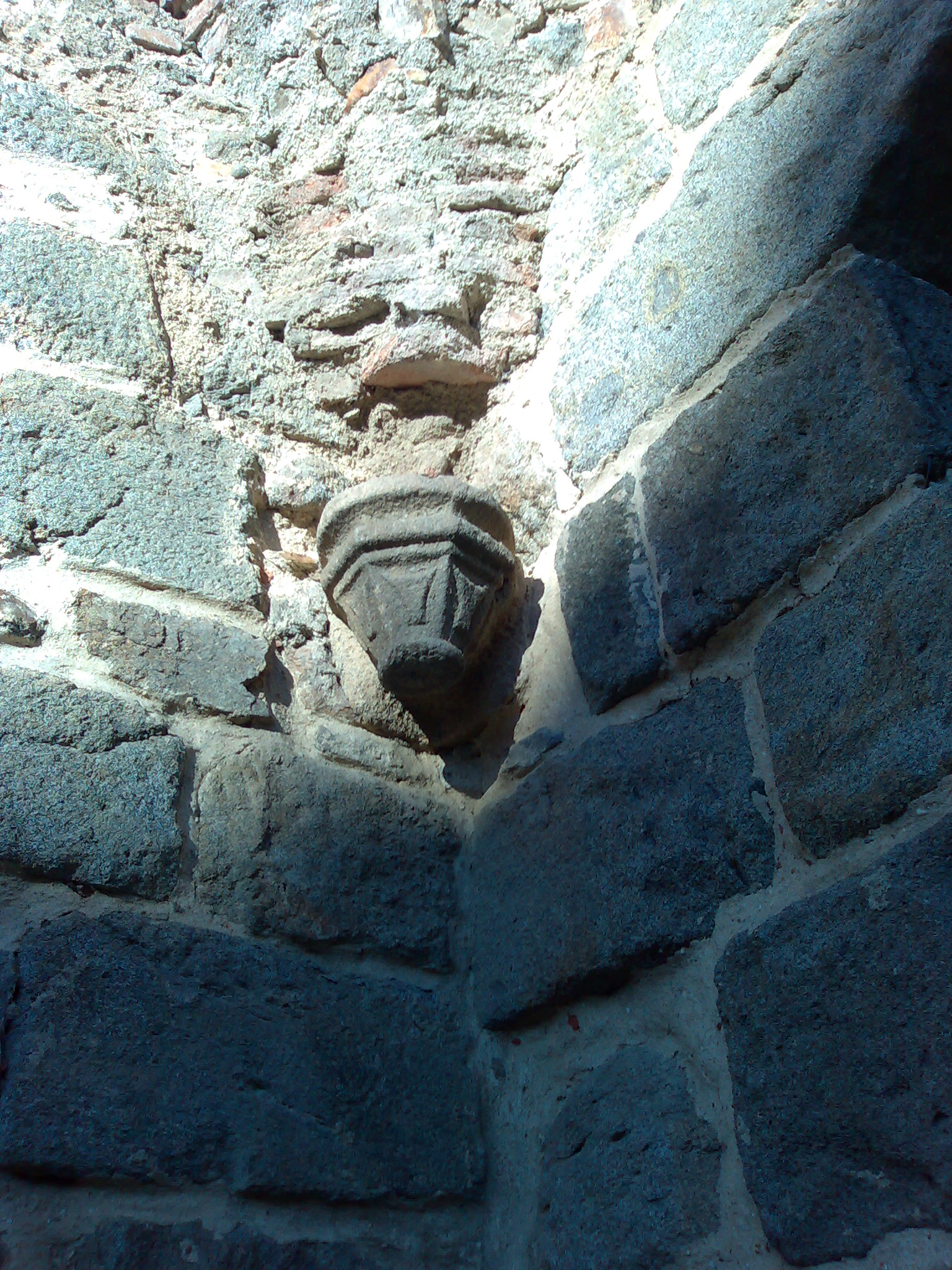
Pormenor da muralha
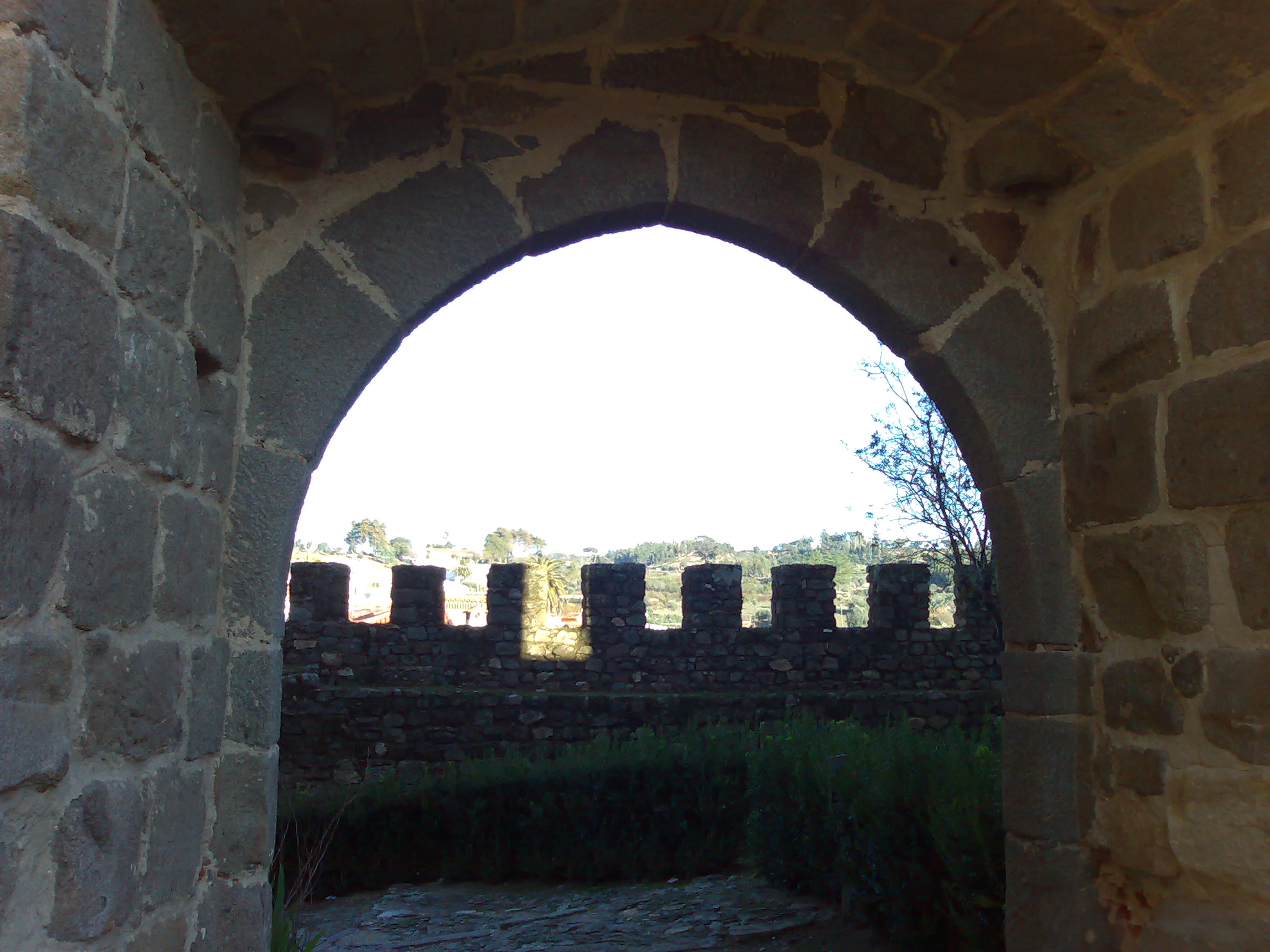
Porta da muralha e barbacã
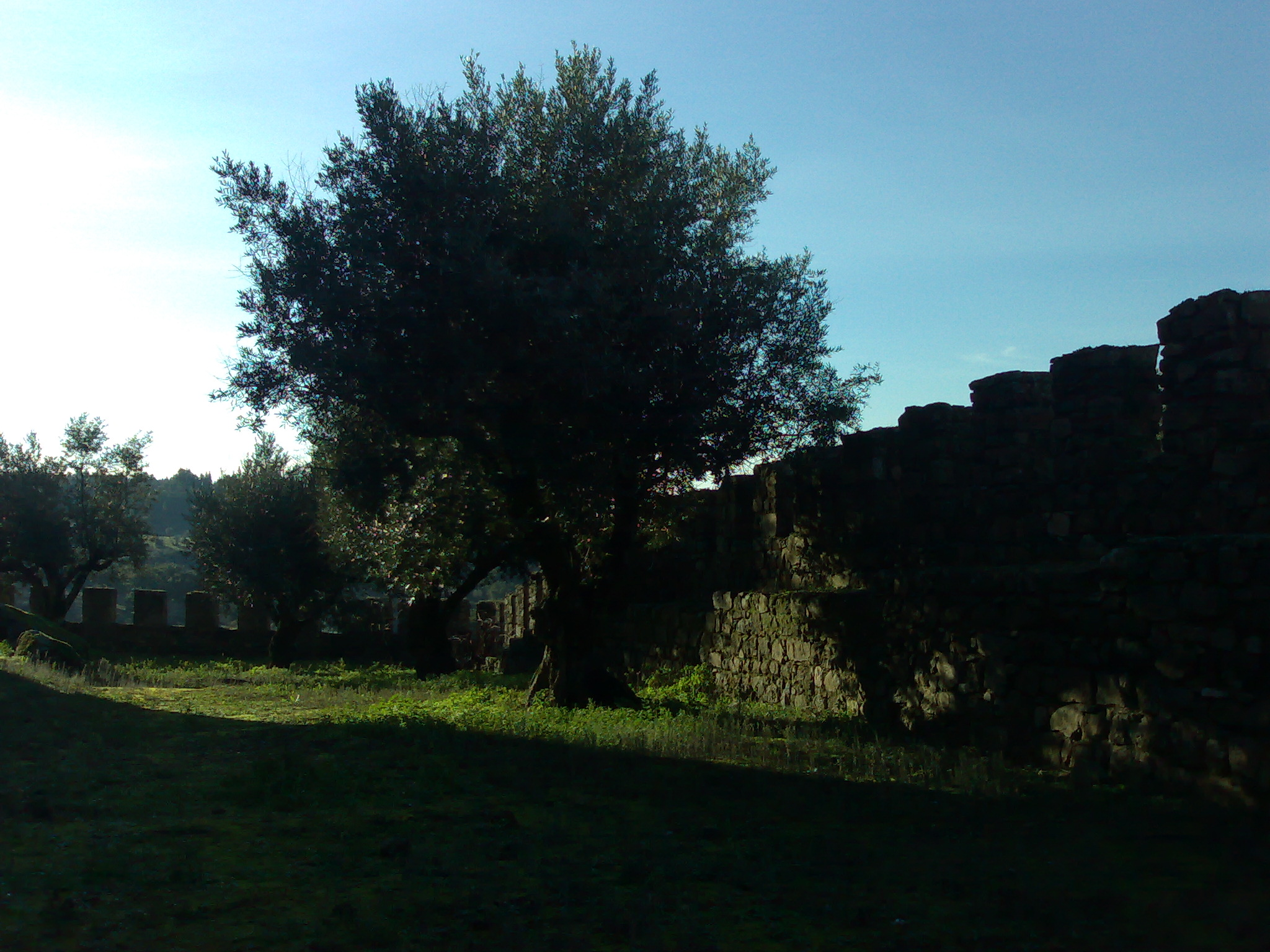
Barbacã
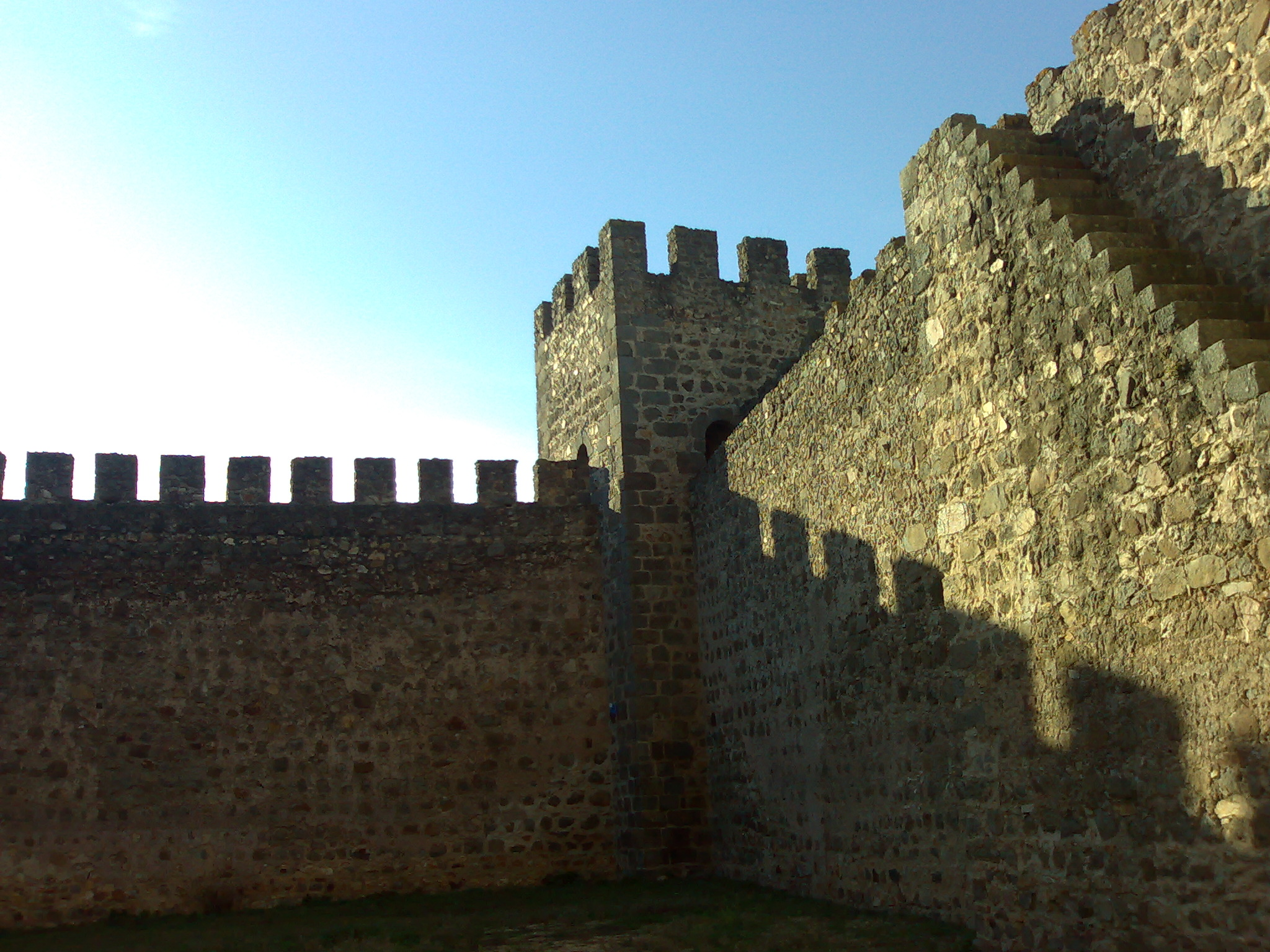
Torre e muralha
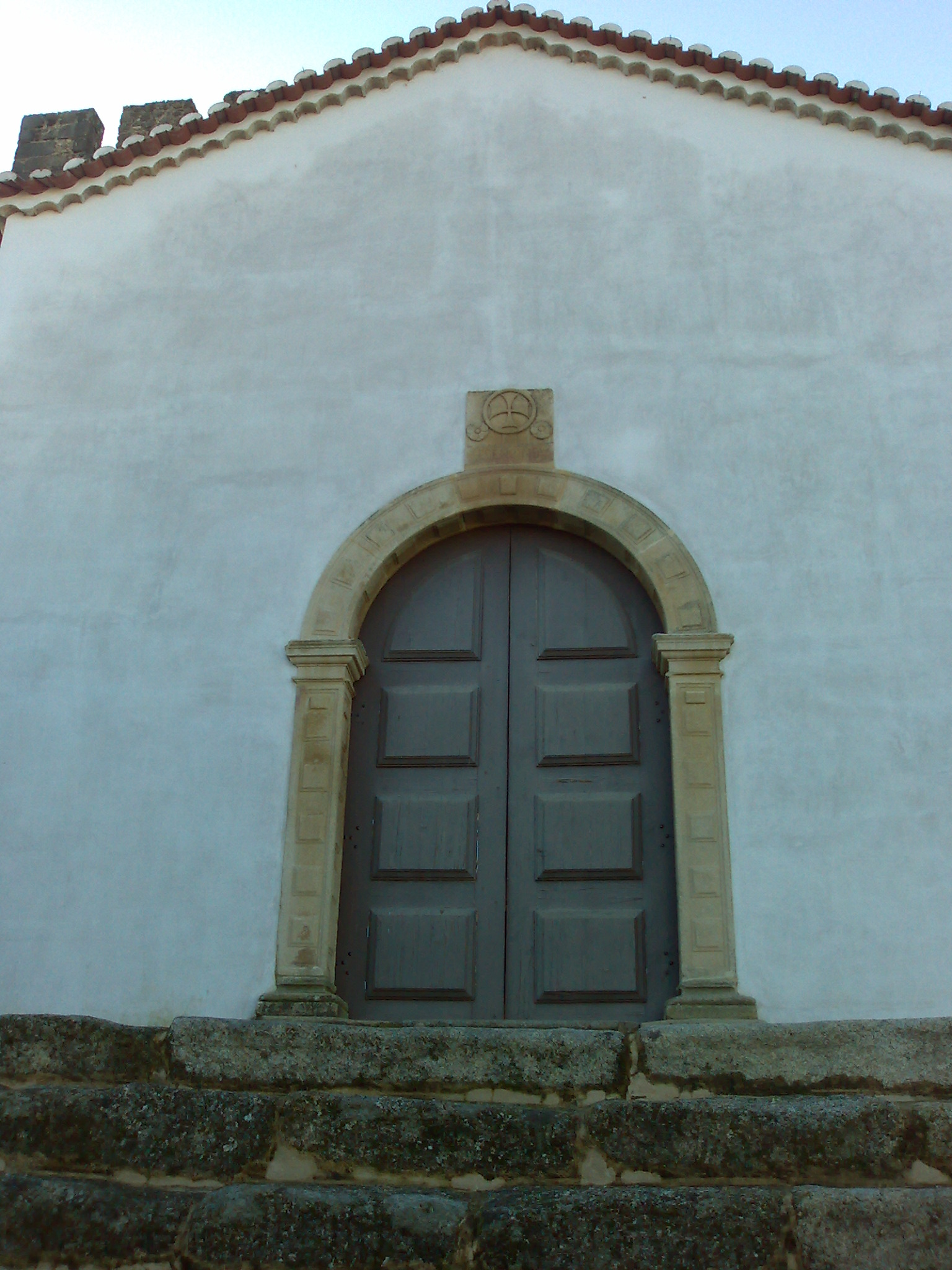
Capela de São João Baptista